# Патара-Смада
Патара-Смада (груз. პატარა სმადა) — село в Грузії.
За даними перепису населення 2014 року в селі проживає 259 осіб.